# Melanie Morse MacQuarrie
Melanie Virginia Sydney Morse MacQuarrie (13 de junio de 1945 - 1 de febrero de 2005) fue una actriz canadiense.

## Biografía
Morse era la hija de los actores Barry Morse y Sydney Sturgess, y hermana del también actor Hayward Morse. Nació en Londres, Inglaterra, pero vivió en Canadá desde los seis años de edad. 
Trabajó profesionalmente como actriz infantil y más tarde ya como adulta. A los 19 años recibió una beca para estudiar en la Royal Academy of Dramatic Art de Londres. 
En su trabajo cinematográfico se incluyen papeles en Prom Night, con Jamie Lee Curtis y Leslie Nielsen, así como en Murder by Phone, con Richard Chamberlain. En el teatro trabajó en lugares diversos, como en Boston, Massachusetts, y en el festival Stratford de Canadá, en producciones como Peter Pan y Much Ado About Nothing. Entre sus trabajos televisivos están sus actuaciones para Noises in the Nursery, Drought, y la popular serie canadiense Street Legal.
Melanie Morse falleció en Montague, Isla del Príncipe Eduardo, Canadá, en 2005 a causa de un infarto agudo de miocardio.